# Bernardino Castelli (scultore)

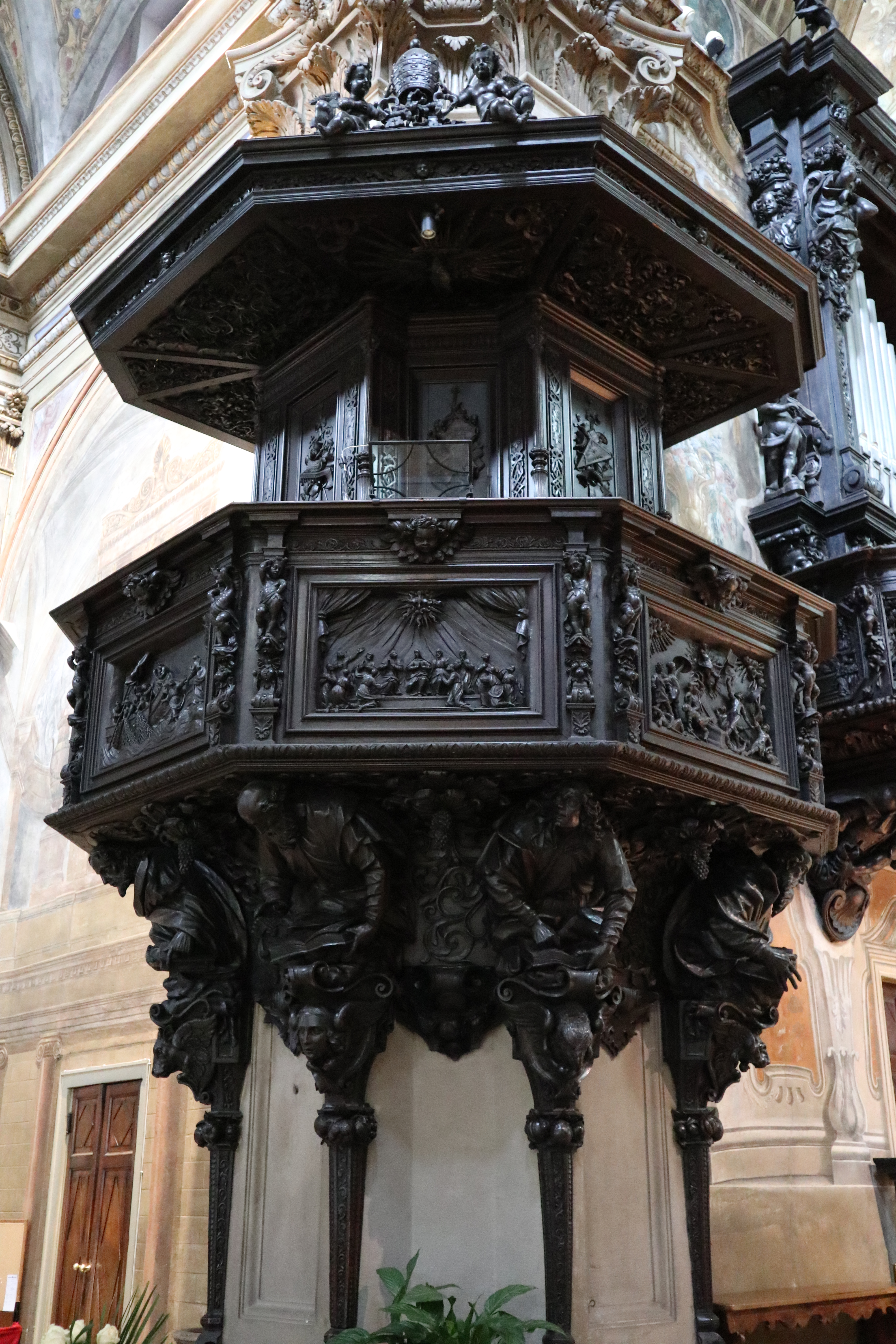
Il pulpito ligneo del 1675 della Basilica di San Vittore a Varese.

Bernardino Castelli (Velate, 30 marzo 1646 – Varese, 22 maggio 1725) è stato uno scultore e intagliatore italiano.

## Vita
Bernardino Castelli nacque a Velate (località oggi facente parte del comune di Varese)  nel 1646 e fu battezzato con il nome del padre il 30 marzo, morto poco prima della sua nascita. Della sua vita giovanile non si hanno notizie; Bernardino Castelli ebbe probabilmente la sua crescita artistica nell'ambito della costruzione del Sacro Monte di Varese, grazie alla protezione dello zio, don Andrea Castelli, allora parroco di Santa Maria del Monte. Durante questo periodo poté conoscere Antonio Pino da Bellagio, che influenzò la sua tecnica e il suo stile. Collaborò inoltre con il doratore Paolo Glusiano di Angera.

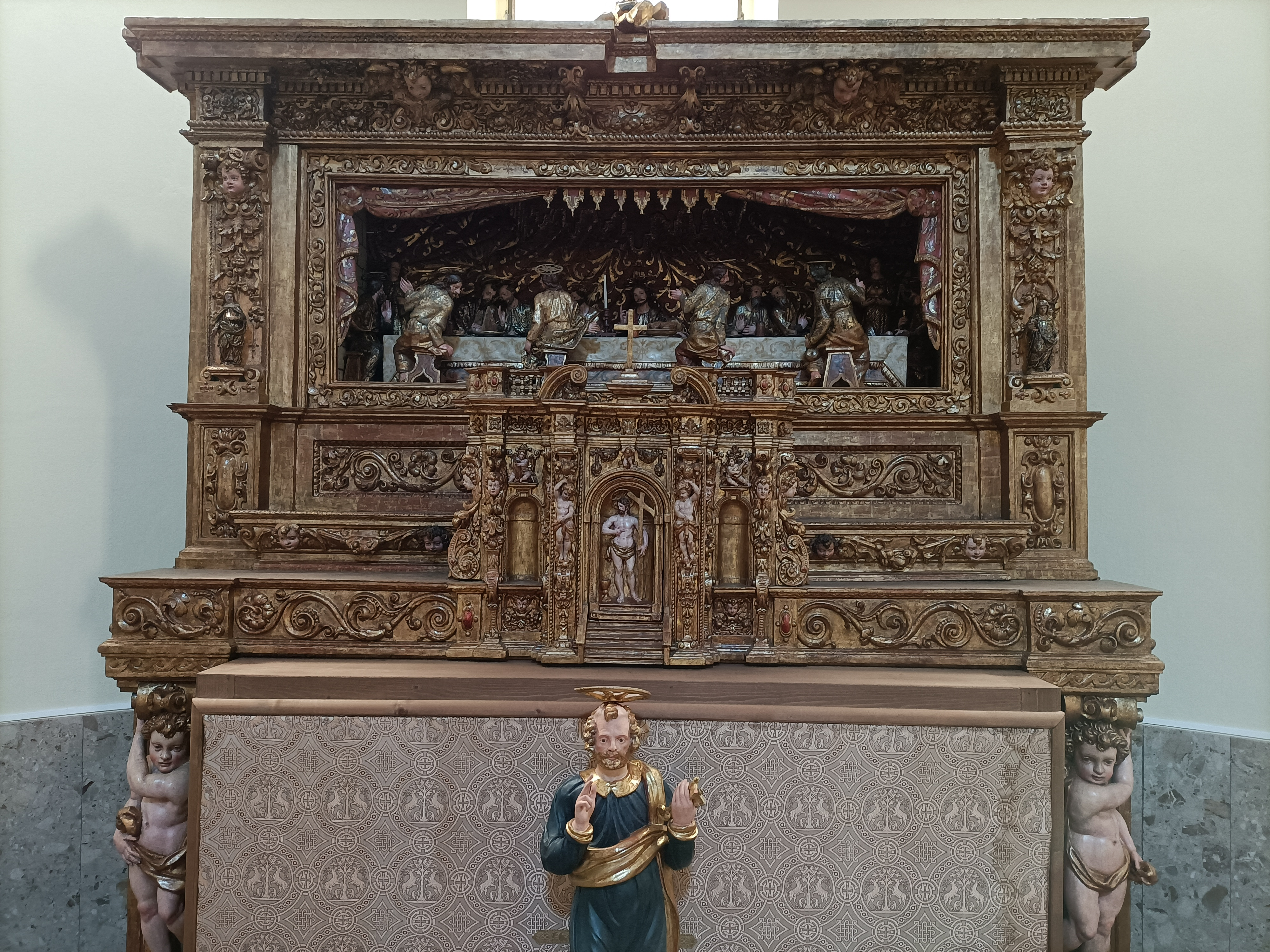
altare con tabernacolo e Cenacolo (1693, Chiesa di S. Rocco - Gemonio (VA)

## Opere
Le sue opere, tutte di carattere religioso e di stile barocco, si trovano principalmente nel varesotto. Tra di esse si possono ricordare i pulpiti, casse d'organo e la cantoria della basilica di San Vittore a Varese, realizzati fra il 1675 e 1690; l'altare ligneo realizzato per la stessa basilica, ora situato nella chiesa di San Giorgio a Biumo Superiore. Opera sua sono gli altari lignei di Caronno Varesino (1684), di Daverio (1687) e di Vergiate (1691), il crocifisso sull'architrave del presbiterio della chiesa di S. Stefano a Mezzana (1693) e il pulpito della chiesa di San Giulio a Cittiglio (1702). Sempre per la basilica di San Vittore a Varese realizzò il grande crocifisso, sostenuto da angeli (1712).